# Josef Hickersberger
Josef „Pepi“ Hickersberger (* 27. April 1948 in Amstetten, Niederösterreich) ist ein ehemaliger österreichischer Fußballspieler und -trainer. Er war zweimaliger Teamchef der österreichischen Nationalmannschaft.
Der Amstettener erlebte seinen Karrierehöhepunkt als Fußballspieler mit dem siebenten Rang bei der Weltmeisterschaft 1978 und dem legendären 3:2-Erfolg über Deutschland. 1987 übernahm er erstmals den Posten des österreichischen Nationaltrainers, von dem er 1990, nach der blamablen 0:1-Niederlage gegen die Mannschaft der Färöer, wieder zurücktreten musste. Nach mehreren Jahren im Nahen Osten kehrte er 2002 nach Österreich zurück und führte Rapid Wien 2005 zum Meistertitel. Am 1. Jänner 2006 übernahm er zum zweiten Mal in seiner Karriere das österreichische Nationalteam und betreute dieses bei der Heim-Europameisterschaft 2008.

## Karriere als Spieler

### Erfolge mit der Wiener Austria, Debüt im Nationalteam und der Wechsel nach Deutschland
Josef Hickersberger begann seine Karriere 1960 als Zwölfjähriger bei seinem Heimatverein ASK Amstetten. Bereits als Jugendlicher schaffte der Mittelfeldspieler den Sprung in die Kampfmannschaft und machte damit höherklassige Vereine auf sich aufmerksam. 1966 wechselte er mit 18 Jahren zum Spitzenklub und Traditionsverein FK Austria Wien in die Nationalliga und führte sich mit vier Toren bei fünf Einsätzen gut in die Mannschaft ein. In der Folgesaison erspielte er sich einen Stammplatz und feierte mit dem Gewinn des ÖFB-Pokals (Losentscheid gegen den Linzer ASK) seinen ersten großen Titel. Diesem folgte 1967 der Gewinn des Europameistertitels mit der Amateurnationalmannschaft Österreichs. 1968 spielte er erstmals im Europacup, scheiterte mit der Austria aber in der ersten Runde des Pokals der Pokalsieger an Steaua Bukarest. Am 1. Mai desselben Jahres gab er unter Teamchef Erwin Alge beim 1:1 gegen Rumänien sein Länderspieldebüt in der österreichischen Fußballnationalmannschaft, als er in der 63. Minute für seinen Vereinskollegen Ernst Fiala eingewechselt wurde.
Nach zwei dritten Plätzen in der Nationalliga gewann Hickersberger unter Trainer Ernst Ocwirk 1969 und 1970 mit den Violetten zweimal in Folge die österreichische Meisterschaft, wobei die Wiener mit Größen wie Robert Sara, Thomas Parits, Helmut Köglberger und Alfred Riedl in der Saison 1968/69 nur eine einzige Niederlage (2:3 gegen den Linzer ASK) hinnehmen mussten. Im Nationalteam absolvierte er 1970, bei seinem vierten Einsatz, sein erstes Spiel von Beginn an, unterlag aber mit seiner Mannschaft im freundschaftlichen Länderspiel gegen Jugoslawien in Wien mit 0:1. Im Spieljahr 1970/71 gewann der Amstettner mit der Austria durch ein 2:1 nach Verlängerung über den Erzrivalen Rapid zum zweiten Mal den ÖFB-Pokal. 1972 steuerte Josef Hickersberger vor Spielbeobachtern aus Deutschland im WM-Qualifikationsspiel gegen Malta mit einem Hattrick innerhalb von nur sechs Minuten drei Tore zum 4:0 bei. Nach dem Vizemeistertitel hinter der SSW Innsbruck verließ Hickersberger, der in 111 Meisterschaftsspielen für die Austria 28 Tore erzielte, im Sommer 1972 Österreich und wechselte in die deutsche Fußball-Bundesliga zu Kickers Offenbach. In den folgenden vier Jahren absolvierte der Mittelfeldspieler für die Hessen 118 Bundesligaspiele und erzielte dabei 29 Tore. Nach dem Abstieg der Offenbacher wechselte der inzwischen 28-Jährige zu Fortuna Düsseldorf, wo er bis 1978 weitere 59 Spiele in der ersten deutschen Bundesliga bestritt und fünf Tore schoss.

### Weltmeisterschaft 1978, Wunder von Córdoba und letzte Erfolge mit Innsbruck und Rapid
Seinen internationalen Karrierehöhepunkt erlebte Hickersberger mit der österreichischen Nationalmannschaft, die sich nach einer Pause von 20 Jahren erstmals wieder für eine WM qualifizieren konnte, bei der Fußball-Weltmeisterschaft in Argentinien 1978. Unter Teamchef Helmut Senekowitsch längst zum Stammspieler avanciert, hatte der stets eher unauffällige spielende Mittelfeldstratege einen großen Anteil am Aufstieg seiner Mannschaft in die Zwischenrunde. Mit der stärksten österreichischen Mannschaft der letzten 20 Jahre belegte Hickersberger nicht nur den siebenten Rang, sondern feierte mit dem „Wunder von Córdoba“, dem legendären 3:2-Sieg über den noch amtierenden Weltmeister Deutschland, eine fußballhistorische Sensation, die in Österreich noch heute unvergessen ist. Mit diesem Triumph beendete der Niederösterreicher, der in allen sechs WM-Partien zum Einsatz kam, nach 39 Länderspieleinsätzen für sein Land, bei denen er es auf fünf Tore brachte, seine internationale Karriere.
Da ihm Fortuna Düsseldorf nur einen Einjahresvertrag zugestehen wollte und für ihn eine Ablösesumme von 350.000 DM festlegte, befasste sich Hickersberger mit dem Gedanken einer "Reamateurisierung" (dies hätte eine sechsmonatige Wartefrist bedeutet; anderseits hätte er in Deutschland Arbeitslosenunterstützung beantragen können), doch dann kehrte er in der Sommerpause 1978 in seine Heimat zurück und spielte zwei Jahre für die SSW Innsbruck, wo er aber anfänglich mit großen Problemen zu kämpfen hatte (Trainer Johann Eigenstiller hatte auf die "junge Welle" gesetzt, ihn nicht immer aufgestellt). Mit der Tiroler Spielgemeinschaft gewann er in der Saison 1978/79 mit einem 1:0 am Tivoli und einem 1:1 in der Südstadt gegen Admira/Wacker den Pokalwettbewerb, stieg jedoch im selben Jahr überraschend aus der 1. Division der Bundesliga ab. Nachdem er im Folgejahr mit den Innsbruckern in der zweiten Liga nur den zweiten Rang belegt und damit die Rückkehr in die oberste Spielstufe verpasst hatte, wechselte Hickersberger 1980 zum SK Rapid Wien. Mit den Hütteldorfern belegte er 1981 den dritten Meisterschaftsrang und feierte unter den Trainern Walter Skocik und Rudolf Nuske zum Abschluss seiner Profikarriere mit dem Gewinn seines dritten österreichischen Meistertitels seinen letzten großen Erfolg auf dem Spielfeld.
Nach dem Ende seiner Laufbahn als Profispieler zog sich Josef Hickersberger vom Fußballsport zurück und arbeitete als Redakteur beim österreichischen Teletext sowie als Kolumnist für verschiedene Zeitungen. Nach zweijähriger Abstinenz vom Fußballsport feierte er 1984 ein Comeback als Amateurspieler beim kleinen, unterklassigen, burgenländischen Verein UFC Pama. 1986 wechselte er für eine halbe Saison zum SV Forchtenstein, den er als Spielertrainer auf dem letzten Platz liegend übernahm und zu einem Mittelfeldplatz der 2. burgenländischen Klasse führte. Daran anschließend fungierte er noch kurzfristig als Spielertrainer beim niederösterreichischen Verein WSV Traisen.

### Titel und Erfolge als Spieler
- 3 × Österreichischer Meister: 1969, 1970 (Austria Wien), 1982 (Rapid Wien)
- 3 × Österreichischer Pokalsieger: 1967, 1971 (Austria Wien), 1979 (SSW Innsbruck)
- 1 × Österreichischer Vizemeister: 1972 (Austria Wien)
- 39 Länderspiele und fünf Tore für die Österreichische Nationalmannschaft von 1968 bis 1978
- 1 × Teilnahme an der Fußball-Weltmeisterschaft: Argentinien 1978 (7. Rang)
- 1 × Europameister der Amateure 1967

## Karriere als Trainer

### Der rasante Aufstieg zum Nationaltrainer, die WM in Italien und die Blamage gegen die Färöer
Nach seinen Engagements als Spielertrainer beim SV Forchtenstein und dem WSV Traisen übernahm er im Herbst 1986 erstmals eine reine Trainerstelle beim traditionsreichen, aber inzwischen in der Bedeutungslosigkeit versunkenen Badener AC. Nach nur wenigen Monaten wurde er am 1. Jänner 1987 vom ÖFB als Assistent des damaligen österreichischen Teamchefs Branko Elsner sowie als Cheftrainer für die U-21-Nationalmannschaft verpflichtet. Nach Absagen von Ernst Happel und Erich Ribbeck erhielt der bisherige Assistent von Beppo Mauhart, dem damaligen Präsidenten des Österreichischen Fußball-Bundes, die Berufung zum Teamchef der A-Nationalmannschaft und wurde damit zum jüngsten Nationaltrainer in der Geschichte des Verbandes. Er wurde am 23. Dezember 1987 der Öffentlichkeit vorgestellt, wobei er bei der Präsentation wenig freundlich aufgenommen wurde, seine Nominierung durch Präsident Mauhart verteidigt werden musste und er nur durch den Tiroler Verbandspräsidenten Burger die Zustimmung erhalten hatte.

Am 26. Januar 1988 gab er seinen ersten Teamkader für zwei inoffizielle Länderspiele im Rahmen des Trainingslagers in Südfrankreich und außerdem bekannt, dass Heribert Weber der Kapitän sei. Zudem wurde Walter Gebhardt Hickersbergers neuer Assistent; dieser war vorher Assistent von Otto Barić bei Rapid Wien gewesen.
Trotz vehementer Kritik zahlreicher Fußballexperten – darunter ehemalige Mitspieler wie Herbert Prohaska und Hans Krankl, die in dem unerfahrenen Trainer, der noch niemals zuvor eine Bundesligamannschaft betreut hatte, eine Fehlbesetzung sahen – erreichte Hickersberger das vorgegebene Ziel der Qualifikation für die Fußball-Weltmeisterschaft 1990 in Italien.
Mit respektablen Ergebnissen in der WM-Qualifikation (3:2 Türkei, 1:1 und 3:0 DDR, 0:0 und 2:1 Island, 0:0 UdSSR) und verheißungsvollen Erfolgen in den Vorbereitungsspielen (0:0 Ägypten, 3:2 Spanien, 3:0 Ungarn, 1:1 Argentinien, 3:2 Niederlande) entfachte Hickersberger mit seiner Mannschaft um Herzog, Polster, Ogris, Rodax, Schöttel, Russ, Linzmaier, Artner und Tormann Lindenberger eine regelrechte Euphorie bei Verband und Fans, die die Erwartungen an das Team immer höher schraubten.
Nach zwei knappen 0:1 Niederlagen gegen Gastgeber Italien und die Tschechoslowakei, in denen die Österreicher zwar gut mitspielten, aber nicht den Hauch einer Torchance hatten, gelang dank des Sieges (2:1) im letzten Gruppenspiel gegen die USA beinahe noch der Aufstieg als einer der besten Gruppendritten ins Achtelfinale, auf Grund unglücklicher Ausgänge der restlichen Partien stand jedoch zwei Tage später das Ausscheiden fest. Nach einer weiteren überraschenden Niederlage in Wien gegen die Schweiz (1:3) schien der Tiefpunkt erreicht und Hickersberger verlor jeglichen Kredit bei Fans und Medien. Der ÖFB hielt dem Niederösterreicher weiter die Treue und so führte Hickersberger seine Mannschaft in die bevorstehende Qualifikation zur Europameisterschaft 1992, die Österreich gegen die Teams aus Jugoslawien, Dänemark, Nordirland und den Färöer zu bestreiten hatte.
Die Gruppe wurde als „angenehm“ und der Aufstieg als „machbar“ tituliert und dem ersten Match gegen die „Amateurtruppe“ der kleinen Inselgruppe, die erst in diesem Jahr (1990) in die FIFA aufgenommen wurde, keinerlei Bedeutung zugemessen. Aus österreichischer Sicht schien der Spielausgang klar. Toni Polster (damals Topspieler beim FC Sevilla), sprach vor dem Spiel sogar von einem 10:0-Sieg, und auch die Färinger selbst, die bisher ausschließlich Freundschaftsspiele bestritten hatten, rechneten mit einer hohen Niederlage.
Nach der blamablen 0:1-Niederlage gegen die im Vorfeld abwertend als „Amateurkicker“ bezeichneten Färinger wurde der Ruf nach dem Rücktritt Hickersbergers unüberhörbar. Drei Tage nach dieser historischen Sensation kam der Amstettener dieser Aufforderung nach und legte sein Amt als Teamchef nieder. Von den österreichischen Medien erhielt Josef Hickersberger auf Grund dieser Niederlage den unschmeichelhaften Namen „Färöer-Pepi“ verpasst. In seiner ersten Ära als Teamchef führte er die Nationalmannschaft in 29 Spielen zu 10 Siegen, 7 Remis und 12 Niederlagen.

### Gastspiel in Düsseldorf, Erfolge mit der Austria und die Jahre im Nahen Osten
Zu Jahresbeginn 1991 trat er als Nachfolger von Aleksandar Ristić das Amt des Cheftrainers bei seinem ehemaligen Klub Fortuna Düsseldorf an. Nach fünf Spielen, aus denen er mit seiner Mannschaft elf Punkte holte, folgte zu Beginn der Saison 1991/92 eine Misserfolgsserie mit 6 Niederlagen in Folge, die mit seiner Entlassung endete.
Nach diesem erneuten Negativereignis zog sich Josef Hickersberger für zwei Jahre vom Fußball zurück. Im Herbst 1993 übernahm er die Mannschaft von Austria Wien und führte sie zum Pokalsieg über den FC Linz und zum Supercupsieg über den FC Tirol Innsbruck. Da er mit den Violetten das vorgegebene Ziel, den österreichischen Meistertitel, mit dem zweiten Platz hinter Austria Salzburg aber knapp verfehlte, wurde er im Sommer 1994, neuerlich vor Auslaufen seines Vertrages gekündigt. Diese Kränkung, die er jahrelang nicht überwinden konnte, führte dazu, dass er dem europäischen Fußball den Rücken kehrte und ab 1995 mehrere Jahre in Ländern des arabischen Raums verbrachte.
In Bahrain betreute er sowohl das Team von Al-Ahli, mit dem er 1996 die Meisterschaft gewann und 1997 ins Cupendspiel vordrang, als auch die Nationalmannschaft bei den Spielen um den Arab Cup. Als Nationaltrainer führte er seine Mannschaft in elf Spielen zu vier Siegen, zwei Remis und fünf Niederlagen. Von 1997 bis 1999 war Hickersberger zwei Saisonen in Ägypten tätig und erreichte mit Mekawleen Kairo 1998 das Pokalfinale und den dritten Rang in der Meisterschaft. Nach zwei Jahren in den Vereinigten Arabischen Emiraten wechselte er zu Al-Ittihad nach Katar und feierte mit der Mannschaft im Jahr 2002 den Sieg in Meisterschaft und Pokalwettbewerb.

### Rückkehr nach Österreich, Erfolge mit Rapid und die Ära „Hickersberger II“ als Nationaltrainer
Nach sieben Jahren im Ausland kehrte Josef Hickersberger im Mai 2002 nach Österreich zurück und baute bei Rapid Wien eine junge Mannschaft auf. In der Saison 2003/04 erreichte er mit den Hütteldorfern den vierten Tabellenplatz und qualifizierte sich mit der Mannschaft damit für den nächstjährigen UEFA-Cup, in dem die Wiener allerdings in der zweiten Hauptrunde an Sporting Lissabon scheiterten. Im Spieljahr 2004/05 gewann er mit Rapid den österreichischen Meistertitel und erreichte mit den Hütteldorfern im Herbst die Gruppenphase in der UEFA Champions League. Mit diesen Erfolgen schien seine Reputation in Österreich wieder hergestellt, woran auch die nachfolgenden unglücklichen Auftritte seiner Rapidler in der Champions League nichts änderten.
Im Herbst 2005 wurde Hickersberger von ÖFB-Präsident Friedrich Stickler als neuer Teamchef präsentiert. Am 1. Jänner 2006 trat der Amstettener das Amt offiziell an und eröffnete damit die Aufbauarbeit an einer schlagkräftigen Mannschaft für die Heim-Europameisterschaft 2008. Noch Ende des Monats hielt er mit der Nationalmannschaft ein zweiwöchiges Trainingslager in Dubai ab, das vor allem dem gegenseitigen Kennenlernen, der Sichtung neuer junger Spieler (Özcan, Sonnleitner, Junuzovic und Fuchs) und der Präsentation der neuen Spielkleidung diente.
Im ersten Länderspiel gegen Kanada griff der Niederösterreicher großteils noch auf den Kader seines Vorgängers Hans Krankl zurück, musste diesen jedoch auf Grund vieler Ausfälle mehrmals abändern. Die nach seinen Erfolgen mit Rapid auf Vereinsebene in der österreichischen Fußballszene sanft aufkeimende Hoffnung auf bessere Zeiten wich mit dem überraschenden 0:2 gegen die unterschätzten Kanadier der Ernüchterung. In den nachfolgenden Begegnungen setzte Hickersberger vermehrt junge Spieler ein und erteilte trotz des schlechtesten Starts einer Teamchefära in der Geschichte des österreichischen Fußballs (0 Siege, 1 Remis, 4 Niederlagen; 4:11 Tore) nach den Spielen gegen Kanada, Kroatien, Costa Rica, Venezuela und Liechtenstein dem Ruf nach der Rückholung arrivierter Spieler wie Didi Kühbauer und Ivica Vastić vehement eine Abfuhr. Insbesondere vor und kurz nach dem Länderspiel gegen Liechtenstein war die Lage extrem angespannt und galt Hickersberger auf Grund dessen, dass die Kicker des kleinen Fürstentums erstmals in ihrer Länderspielgeschichte ein Tor gegen Österreich erzielten und beinahe an den Rand einer Niederlage brachten (Endstand 2:1) bereits als angezählt. Das bisher beste Spiel der Österreicher im Länderspieljahr 2006 gelang nur eine Woche darauf gegen die höher eingestufte Schweizer Nationalmannschaft. Mit einer kämpferisch und spielerisch überraschend starken Leistung feierten die Österreicher mit dem 2:1 ihren ersten größeren Erfolg in der Ära Hickersberger II. Auch im letzten Spiel des Jahres 2006 konnte gegen den WM-Teilnehmer Trinidad und Tobago ein souveräner 4:1-Sieg erzielt werden. Im ersten Spiel des Jahres 2007 gegen Malta gelang dem Team jedoch nur ein 1:1, was die positive Stimmung gegenüber Hickersberger ein wenig dämpfte und hohe Erwartungen an die nachfolgenden Spiele setzte. Die positive Stimmung kehrte etwas zurück als Österreich mit guter Leistung ein 1:1 gegen Ghana gelang. Die Leistung der österreichischen Nationalmannschaft in den Folgespielen wurde immer schlechter und nach der 0:2-Niederlage gegen Chile am 11. September 2007 hallten „Hicke raus!“-Sprechchöre durch das Wiener Ernst-Happel-Stadion. Mit einem 3:2 Achtungserfolg gegen die Elfenbeinküste am 17. Oktober 2007 in Innsbruck, vor über 28.500 Zuschauern, wurden die Diskussionen über eine vorzeitige Ablöse von Josef Hickersberger als Teamchef vorerst beendet.
Bei der Heim-Europameisterschaft 2008, in der Österreich in Gruppe B gegen Deutschland, Kroatien und Polen antreten musste, wurde das Ziel des Viertelfinal-Einzugs letztlich klar verfehlt. Trotz recht passabler Leistungen beendete die Mannschaft mit zwei Niederlagen gegen Kroatien und Deutschland (jeweils 0:1) und einem Remis gegen Polen (1:1) die Vorrunde als Dritter. Am 23. Juni 2008 gab Hickersberger seinen Rücktritt bekannt.

### Erneute Rückkehr in den Arabischen Raum
Am 10. Dezember 2008 übernahm er in den Vereinigten Arabischen Emiraten den Erstligisten Al-Wahda, mit dem er 2010 den nationalen Meistertitel erringen konnte. Da er sich mit dem Verein nicht über eine Vertragsverlängerung einigen konnte, verließ er Al-Wahda Mitte Mai 2010. Anfang Juni 2010 wurde Hickersberger zum wiederholten Male als neuer Trainer der bahrainischen Fußballnationalmannschaft präsentiert. Sein Amt als Nationaltrainer übernahm er allerdings erst am 1. Juli 2010. Eines der ersten Spiele der bahrainischen Nationalelf unter Hickersbergers Führung war das Fußballländerspiel Bahrain – Togo 2010, bei dem sich eine nicht näher bekannte Gruppe von Spielern als togoische Nationalelf ausgab. Noch früh in seiner Laufzeit als Cheftrainer holte er mit Georg Zellhofer Ende Juni 2010 einen weiteren österreichischen Trainer nach Bahrain. Zellhofer übernahm dabei die U-23-Nationalmannschaft des Landes, mit der er an der Qualifikation zu den Olympischen Spielen 2012 teilnahm.
Im Oktober 2010 wurde bekannt, dass Hickersberger seinen Nationaltrainer-Posten aufgibt und zurück zu Al Wahda wechselt. An die erfolgreichen Zeiten konnte er dort aber nicht mehr anschließen. Hickersberger blieb vorerst zwei Jahre beim Klub und wurde im Sommer 2012 von Branko Ivanković abgelöst. Weil Al Wahda mit dem Kroaten aber sportlich abstürzte, kehrte Hickersberger im April 2013 erneut auf die Trainerbank zurück. Nach nur 78 Tagen und ohne nennenswerte Erfolge war aber auch seine dritte Amtszeit beim Klub aus den Vereinten Arabischen Emiraten im Juli 2013 schon wieder zu Ende.
In diesem Jahr beendete Josef Hickersberger Karriere als Fußballtrainer. Für den österreichischen Privat-TV-Sender ATV war er am 15. Oktober 2013 beim WM-Qualifikations-Spiel der Österreicher auf den Färöern als TV-Experte tätig und kehrte damit an die Stelle seiner größten Niederlage zurück. Seit Februar 2018 ist Hickersberger ehrenamtliches Mitglied des Beirats vom SK Rapid Wien.

### Titel und Erfolge als Trainer
- 1 × Meister der Vereinigten Arabischen Emirate: 2010 (Al-Wahda)
- 1 × Österreichischer Meister: 2005 (SK Rapid Wien)
- 1 × Bahrainischer Meister: 1996 (Al-Ahli)
- 1 × Katarischer Meister: 2002 (Al-Ittihad)
- 1 × Österreichischer Vizemeister: 1994 (Austria Wien)
- 1 × Österreichischer Pokalsieger: 1994 (Austria Wien)
- 1 × Katarischer Pokalsieger: 2002 (Al-Ittihad)
- 1 × Österreichischer Supercup-Sieger: 1994 (Austria Wien)
- 1 × Ägyptisches Pokalfinale: 1998 (Mekawleen Kairo)
- 1 × Semifinale Bahrain-Pokal: 1997 (Al-Ahli)
- 1 × Teilnahme an der Fußball-Weltmeisterschaft: Italien 1990
- 1 × Teilnahme an der Fußball-Europameisterschaft: Österreich und Schweiz 2008
- 1 × Teilnahme an der UEFA Champions League: 2005 (SK Rapid Wien)
- 1 × Teilnahme an der FIFA-Klubweltmeisterschaft (6. Platz, mit Al-Wahda)

## Auszeichnungen
- 1981 wurde der Mittelfeldspieler von der Kronen-Zeitung ins Team der Saison gewählt.
- Als Betreuer wählten ihn sowohl der Kurier als auch die Kronen-Zeitung zum Trainer der Saison 2004/05 bzw. Trainer des Jahres 2005.
- Sein während der EM gesagter Spruch „Wir haben nur unsere Stärken trainiert, deswegen war das Training heute nach 15 Minuten abgeschlossen.“ wurde er beim Deutschen Fußball-Kulturpreis 2008 als Fußballspruch des Jahres ausgezeichnet.[14] Im selben Jahr wurde das Zitat auch der „Spruch des Jahres“ in Österreich. Die Jury begründete ihre Entscheidung mit der „eleganten und witzigen Umschreibung bestimmter Verhältnisse im österreichischen Fußball, die in bester literarischer Tradition der österreichischen Selbstironie steht“.[15]

## Privatleben
Hickersberger wuchs als Sohn des Sandalenfabrikanten Josef Hickersberger und dessen Frau Frieda gemeinsam mit seinen beiden Schwestern im niederösterreichischen Amstetten auf. Nach der Matura begann er mit einem Jus-Studium, brach dieses jedoch frühzeitig ab, um sich ausschließlich auf seine Karriere als Profifußballer zu konzentrieren. Mit seiner Frau, die er einst als Tankstellenkontrolleur kennenlernte und mit der er seit seiner Rückkehr nach Österreich in Wien-Penzing wohnt, hat er zwei Kinder. Sein Sohn Thomas (* 1973) trat in die Fußstapfen seines Vaters, spielte einige Jahre in der österreichischen Bundesliga und brachte es auch auf einen Einsatz im österreichischen Nationalteam.
In seiner Freizeit geht Josef Hickersberger hauptsächlich seinen sportlichen Hobbys nach. Waren dies früher vor allem Tennis und Bergwandern, so hat er sich inzwischen dem etwas weniger intensiven Golfsport und dem Schachspiel verschrieben.

## Spitznamen
Der Österreicher führt eine Reihe von Spitznamen, etwa „Pepi“ (Abkürzung für Josef) und „Hicke“. Am bekanntesten ist der „Färöer-Pepi“, den er nach der historischen Niederlage mit der Österreichischen Nationalmannschaft gegen die Färöer bekam und den er bis heute nicht mehr ablegen konnte. Nach der Niederlagenserie zu Beginn seiner zweiten Ära als Teamchef wurde ihm im Vorfeld der Begegnung mit Liechtenstein bereits der Name „Liechtenstein-Josef“ in Aussicht gestellt. Hickersberger selbst meinte dazu, dass ihm solche Bezeichnungen egal seien, reagiert aber stets gereizt, wenn Reporter darauf zu sprechen kommen.

## ÖFB-Länderspiele unter Teamchef Josef Hickersberger
Legende
- H = Heimspiel
- A = Auswärtsspiel
- * = Spiel auf neutralem Platz
- − = kein offizielles Länderspiel
- grüne Hintergrundfarbe = Sieg Österreichs
- gelbe Hintergrundfarbe = Unentschieden
- rote Hintergrundfarbe = Niederlage

### Erste Amtsperiode von Teamchef Josef Hickersberger
| Spiele | Siege | Remis | Niederlagen | Tore  | TD |
| ------ | ----- | ----- | ----------- | ----- | -- |
| 29     | 10    | 7     | 12          | 36:39 | −3 |

| Nr. | Datum      | Ergebnis | Gegner             |   | Austragungsort   | Anlass                | Bemerkung                                                                    |
| --- | ---------- | -------- | ------------------ | - | ---------------- | --------------------- | ---------------------------------------------------------------------------- |
| −   | 02.02.1988 | 3:1      | Marokko            | * | Toulouse (FRA)   |                       | kein offizielles Länderspiel                                                 |
| 494 | 05.02.1988 | 1:2      | Schweiz            | * | Monaco (MON)     |                       |                                                                              |
| 495 | 06.04.1988 | 2:2      | Griechenland       | A | Athen (GRE)      |                       |                                                                              |
| 496 | 27.04.1988 | 1:0      | Dänemark           | H | Wien             |                       |                                                                              |
| 497 | 17.05.1988 | 4:0      | Ungarn             | A | Budapest (HUN)   |                       |                                                                              |
| 498 | 03.08.1988 | 0:2      | Brasilien          | H | Wien             |                       |                                                                              |
| 499 | 31.08.1988 | 0:0      | Ungarn             | H | Linz             |                       |                                                                              |
| 500 | 20.09.1988 | 2:4      | Tschechoslowakei   | A | Prag (TCH)       |                       |                                                                              |
| 501 | 19.10.1988 | 0:2      | Sowjetunion        | A | Kiew (URS)       | WM 1990-Qualifikation |                                                                              |
| 502 | 02.11.1988 | 3:2      | Türkei             | H | Wien             | WM 1990-Qualifikation |                                                                              |
| 503 | 25.03.1989 | 0:1      | Italien            | H | Wien             |                       |                                                                              |
| 504 | 11.04.1989 | 1:2      | Tschechoslowakei   | H | Graz             |                       | Letztes Länderspiel im Bundesstadion Liebenau                                |
| 505 | 20.05.1989 | 1:1      | DDR                | A | Leipzig (DDR)    | WM 1990-Qualifikation |                                                                              |
| 506 | 31.05.1989 | 1:4      | Norwegen           | A | Oslo (NOR)       |                       |                                                                              |
| 507 | 14.06.1989 | 0:0      | Island             | A | Reykjavík (ISL)  | WM 1990-Qualifikation | Erstes Länderspiel gegen Island                                              |
| 508 | 23.08.1989 | 2:1      | Island             | H | Salzburg         | WM 1990-Qualifikation |                                                                              |
| 509 | 06.09.1989 | 0:0      | Sowjetunion        | H | Wien             | WM 1990-Qualifikation | Letztes Länderspiel gegen die Sowjetunion                                    |
| 510 | 04.10.1989 | 2:1      | Malta              | A | Ta’ Qali (MLT)   |                       |                                                                              |
| 511 | 25.10.1989 | 0:3      | Türkei             | A | Istanbul (TUR)   | WM 1990-Qualifikation |                                                                              |
| 512 | 15.11.1989 | 3:0      | DDR                | H | Wien             | WM 1990-Qualifikation | Österreich qualifiziert sich zum siebten Mal für eine WM-Endrunde            |
| 513 | 28.02.1990 | 0:0      | Ägypten            | A | Kairo (EGY)      |                       |                                                                              |
| 514 | 28.03.1990 | 3:2      | Spanien            | A | Málaga (ESP)     |                       |                                                                              |
| 515 | 11.04.1990 | 3:0      | Ungarn             | H | Salzburg         |                       |                                                                              |
| 516 | 03.05.1990 | 1:1      | Argentinien        | H | Wien             |                       |                                                                              |
| 517 | 30.05.1990 | 3:2      | Niederlande        | H | Wien             |                       |                                                                              |
| 518 | 09.06.1990 | 0:1      | Italien            | A | Rom (ITA)        | WM 1990-Vorrunde      |                                                                              |
| 519 | 15.06.1990 | 0:1      | Tschechoslowakei   | * | Florenz (ITA)    | WM 1990-Vorrunde      |                                                                              |
| 520 | 19.06.1990 | 2:1      | Vereinigte Staaten | * | Florenz (ITA)    | WM 1990-Vorrunde      | Erstes Länderspiel gegen die USA, Österreich scheidet als Gruppendritter aus |
| 521 | 21.08.1990 | 1:3      | Schweiz            | H | Wien             |                       | 1000. Länderspieltor durch Andreas Ogris                                     |
| 522 | 12.09.1990 | 0:1      | Färöer             | * | Landskrona (SWE) | EM 1992-Qualifikation | Erstes Länderspiel gegen die Färöer /„Debakel gegen die Färöer-Inseln“       |

### Zweite Amtsperiode von Teamchef Josef Hickersberger
| Spiele | Siege | Remis | Niederlagen | Tore  | TD  |
| ------ | ----- | ----- | ----------- | ----- | --- |
| 27     | 5     | 9     | 13          | 29:39 | −10 |

| Nr. | Datum      | Ergebnis | Gegner              |   | Austragungsort    | Anlass             | Bemerkung |
| --- | ---------- | -------- | ------------------- | - | ----------------- | ------------------ | --- |
| 649 | 01.03.2006 | 0:2      | Kanada              | H | Wien              |                    | Erstes Länderspiel gegen Kanada/                                                                                       |
| 650 | 23.05.2006 | 1:4      | Kroatien            | H | Wien              |                    | |
| 651 | 16.08.2006 | 1:2      | Ungarn              | H | Graz              |                    | |
| 652 | 02.09.2006 | 2:2      | Costa Rica          | * | Lancy (SUI)       | 4-Nationen-Turnier | |
| 653 | 06.09.2006 | 0:1      | Venezuela           | * | Basel (SUI)       | 4-Nationen-Turnier | Erstes Länderspiel gegen Venezuela                                                                                     |
| 654 | 06.10.2006 | 2:1      | Liechtenstein       | A | Vaduz (LIE)       |                    | |
| 655 | 11.10.2006 | 2:1      | Schweiz             | H | Innsbruck         |                    | |
| 656 | 15.11.2006 | 4:1      | Trinidad und Tobago | H | Wien              |                    | Erstes Länderspiel gegen Trinidad und Tobago                                                                           |
| 657 | 07.02.2007 | 1:1      | Malta               | A | Ta’ Qali (MLT)    |                    | |
| 658 | 24.03.2007 | 1:1      | Ghana               | H | Graz              |                    | Erstes Länderspiel gegen Ghana                                                                                         |
| 659 | 28.03.2007 | 0:1      | Frankreich          | A | Saint-Denis (FRA) |                    | |
| 660 | 30.05.2007 | 0:1      | Schottland          | H | Wien              |                    | |
| 661 | 02.06.2007 | 0:0      | Paraguay            | H | Wien              |                    | Erstes Länderspiel gegen Paraguay                                                                                      |
| 662 | 22.08.2007 | 1:1      | Tschechien          | H | Wien              |                    | 200. Länderspiel im Ernst-Happel-Stadion                                                                               |
| 663 | 07.09.2007 | 0:0      | Japan               | H | Klagenfurt        | 4-Nationen-Turnier | Elfmeterschießen: 4:3 Erstes Länderspiel gegen Japan Eröffnung der Hypo Group Arena                                    |
| 664 | 11.09.2007 | 0:2      | Chile               | H | Wien              | 4-Nationen-Turnier | |
| 665 | 13.10.2007 | 1:3      | Schweiz             | A | Zürich (SUI)      |                    | |
| 666 | 17.10.2007 | 3:2      | Elfenbeinküste      | H | Innsbruck         |                    | Erstes Länderspiel gegen die Elfenbeinküste Spiel im wegen der EM 2008 auf 32.000 Zuschauer ausgebauten Tivoli Stadion |
| 667 | 16.11.2007 | 0:1      | England             | H | Wien              |                    | |
| 668 | 21.11.2007 | 0:0      | Tunesien            | H | Wien              |                    | |
| 669 | 06.02.2008 | 0:3      | Deutschland         | H | Wien              |                    | 50. Länderspiel unter Josef Hickersberger                                                                              |
| 670 | 26.03.2008 | 3:4      | Niederlande         | H | Wien              |                    | |
| 671 | 27.05.2008 | 1:1      | Nigeria             | H | Graz              |                    | Erstes Länderspiel gegen Nigeria                                                                                       |
| 672 | 30.05.2008 | 5:1      | Malta               | H | Graz              |                    | |
| 673 | 08.06.2008 | 0:1      | Kroatien            | H | Wien              | EM 2008-Vorrunde   | Erstes Spiel bei einer EM-Endrunde, erstes Spiel bei einem Heim-Turnier                                                |
| 674 | 12.06.2008 | 1:1      | Polen               | H | Wien              | EM 2008-Vorrunde   | |
| 675 | 16.06.2008 | 0:1      | Deutschland         | H | Wien              | EM 2008-Vorrunde   | 250. Niederlage in einem Länderspiel Österreich scheidet als Gruppendritter vorzeitig aus                              |